# Suvajda
Suvajda (arabsky السويداء as-Suvajda) je město v Sýrii, hlavní město guvernorátu Suvajda. Nachází se blízko hranic s Jordánskem a obývají ho hlavně Drúzové. Má také významnou křesťanskou (řeckou ortodoxní) menšinu.
Město bylo založeno Nabatejci jako Suada a nachází se v něm mnoho památek z doby helénismu a Byzantské říše.
V roce 2025 ve městě a jeho okolí proběhly boje mezi syrskými vládními jednotkami (vládními po ofenzívě v roce 2024) a drúzskými milicemi. Ty si vyžádaly stovky obětí na životech.